# Camillo Milli
Camillo Milli, pseudonimo di Camillo Migliori (Milano, 1º agosto 1929 – Genova, 20 gennaio 2022) è stato un attore italiano.

## Biografia
Nato a Milano da Giovanni Battista Migliori, avvocato e in seguito deputato della Democrazia Cristiana, e Giuseppina Rossi, di Torino. Milli si formò alla carriera teatrale sotto la direzione di Giorgio Strehler al Piccolo Teatro di Milano, dove debuttò nel 1951 e dove fu stabilmente attivo sino al 1953. Negli anni sessanta e settanta, al Teatro Stabile di Genova, fu diretto più volte da Luigi Squarzina, specializzandosi nel repertorio di Carlo Goldoni. Lavorò anche accanto a Dario Fo, sia in teatro che nella trasposizione televisiva delle sue commedie, come La signora è da buttare e Parliamo di donne.
Fu caratterista in numerosi film, spesso in ruoli di prelati (In nome del Papa Re di Luigi Magni, 1977; Il marchese del Grillo di Mario Monicelli, 1981) o imprenditori-commendatori di provincia ruspanti (L'allenatore nel pallone di Sergio Martino, 1984) e affiancando comici come Paolo Villaggio e Lino Banfi. In televisione, dove iniziò a recitare dagli anni sessanta, è maggiormente conosciuto per il ruolo di "Ugo Monti" nella soap opera CentoVetrine. Prese parte al famoso carosello della China Martini, insieme ad Ernesto Calindri e Franco Volpi dal 1957 al 1963.
Per diversi anni fu coordinatore delle attività teatrali dell'Accademia Estetica Internazionale di Rapallo, presieduta da Elio Matassi e diretta da Alessandro Di Chiara. Sul grande schermo la sua ultima presenza avvenne nel film Si accettano miracoli (2015) di Alessandro Siani, dove interpretò di nuovo un prelato, un cardinale anziano. Viveva a Genova, dove morì il 20 gennaio 2022 a 92 anni; pochi giorni prima era morta sua moglie, Mariangela. Il 22 gennaio, si sono svolti i funerali presso la chiesa di San Giuseppe Benedetto Cottolengo. Successivamente la salma è stata cremata a Staglieno. 

## Filmografia

Camillo Milli (al centro) con Alberto Sordi, Luigi Petroselli, Paolo Stoppa e Mario Monicelli durante le riprese de Il marchese del Grillo (1981)

### Cinema
- Ragazze d'oggi, regia di Luigi Zampa (1955)
- La donna del giorno, regia di Citto Maselli (1956)
- Souvenir d'Italie, regia di Antonio Pietrangeli (1957)
- A due passi dal confine, regia di Gianni Vernuccio (1961)
- Amore in 4 dimensioni, regia di Massimo Mida (1964)
- Le bambole, regia di Mauro Bolognini (1965)
- Il caso Mattei, regia di Francesco Rosi (1972)
- Vogliamo i colonnelli, regia di Mario Monicelli (1973)
- Partirono preti, tornarono... curati, regia di Bianco Manini (1973)
- Il domestico, regia di Luigi Filippo D'Amico (1974)
- Signore e signori, buonanotte, registi vari (1976)
- In nome del Papa Re, regia di Luigi Magni (1977)
- Fantozzi contro tutti, regia di Neri Parenti e Paolo Villaggio (1980)
- La locandiera, regia di Paolo Cavara (1980)
- Il marchese del Grillo, regia di Mario Monicelli (1981)
- Sogni mostruosamente proibiti, regia di Neri Parenti (1982)
- Fantozzi subisce ancora, regia di Neri Parenti (1983)
- L'allenatore nel pallone, regia di Sergio Martino (1984)
- Rimini Rimini, regia di Sergio Corbucci (1987)
- Casa mia, casa mia..., regia di Neri Parenti (1988)
- Ho vinto la lotteria di capodanno, regia di Neri Parenti (1989)
- In nome del popolo sovrano, regia di Luigi Magni (1990)
- I banchieri di Dio - Il caso Calvi, regia di Giuseppe Ferrara (2002)
- Il lavoro, regia di Lorenzo De Nicola (2007) – cortometraggio
- L'allenatore nel pallone 2, regia di Sergio Martino (2008)
- Habemus Papam, regia di Nanni Moretti (2011)
- La gente che sta bene, regia di Francesco Patierno (2014)
- Si accettano miracoli, regia di Alessandro Siani (2015)

### Televisione
- Fior di Hawaii, regia di Vito Molinari (1962)
- Anno uno, regia di Roberto Rossellini – film TV (1974)
- Il superspia, regia di Eros Macchi - miniserie TV (1977)
- Il caso Graziosi, regia di Michele Massa – film TV (1981)
- Aeroporto internazionale – serie TV (1987)
- I promessi sposi - miniserie TV (1989)
- Don Tonino – serie TV, episodio Don Tonino e il terrore in prima pagina (1989)
- Il ricatto, regia di Tonino Valerii e Ruggero Deodato – miniserie TV (1989)
- Padre Pio, regia di Carlo Carlei – miniserie TV (2000)
- CentoVetrine – serial TV (2001-2007)
- Un passo dal cielo – serie TV, episodio 1x06 (2011)
- L'ultimo papa re, regia di Luca Manfredi - miniserie TV (2013)
- Un medico in famiglia 9 – serie TV (2014)

## Prosa televisiva Rai
- I tesori del cielo, regia di Enrico Colosimo, trasmessa il 21 febbraio 1956.
- I dialoghi delle Carmelitane di Georges Bernanos, regia di Tatiana Pavlova, trasmessa il 2 novembre 1956.
- Le fatiche di Arlecchino, regia di Alessandro Fersen, trasmessa il 12 febbraio 1957.
- Una famiglia di Ciapponi, regia di Flaminio Bollini, trasmessa il 25 novembre 1960.
- I pisuiment, regia di Giancarlo Zagni, trasmessa il 26 dicembre 1960.
- Tutto a posto in casa Bennett, regia di Claudio Fino, trasmessa il 17 marzo 1961.
- I legittimisti in Italia di Luigi Suñer, regia di Flaminio Bollini, trasmessa il 23 giugno 1961.
- La duchessa di ferro, regia di Claudio Fino, trasmessa il 25 agosto 1961.
- Pene d'amore perdute di William Shakespeare, regia di Franco Enriquez, trasmessa il 6 ottobre 1961.
- Il giorno più importante, regia di Lelio Golletti, trasmessa il 20 settembre 1962.
- La Granduchessa e il cameriere, regia di Flaminio Bollini, trasmessa il 28 gennaio 1963.
- Servizio completo, regia di Flaminio Bollini, trasmessa il 13 maggio 1963.
- Don Giovanni di Molière, regia di Vittorio Cottafavi, trasmessa il 5 maggio 1967.
- Il drago, regia di Paolo Giuranna e Raffaele Meloni, trasmessa dal Secondo programma il 22 febbraio 1969.
- Una delle ultime sere di carnovale di Carlo Goldoni, regia di Luigi Squarzina, trasmessa il 13 gennaio 1970.
- I Rusteghi di Carlo Goldoni, regia di Luigi Squarzina, trasmessa il 23 agosto 1974.
- La signora è da buttare di Dario Fo, regia di Dario Fo, trasmessa il 20 maggio 1977.
- Piano attico e panorama di Guido Leoni, regia di Daniele D'Anza, trasmesso il 19 ottobre 1981.
- I fisici di Friedrich Dürrenmatt, regia di Vittorio Barino, trasmessa il 11 marzo 1986.

## Prosa radiofonica Rai
- Angelica, dramma satirico di Leo Ferrero, regia di Gianfranco De Bosio, trasmesso il 17 gennaio 1960.
- La locandiera, regia di Luigi Squarzina (1972)

## Pubblicità
Camillo Milli partecipò a numerose serie della rubrica pubblicitaria televisiva Carosello:
- nel 1957 pubblicizzò con Ernesto Calindri e Giancarlo Cobelli i cosmetici Max Factor Hollywood;
- dal 1957 al 1963 con Franco Volpi e Ernesto Calindri e nel 1963, con Sandra Mondaini, la China Martini della Martini & Rossi;
- dal 1958 al 1961 con Alberto Lionello, Lauretta Masiero, Mimmo Craig e Nico Pepe, la lozione Tricofil e la brillantina Tricofilina della Sappa;
- nel 1959 e 1960 con Mimmo Craig e Sandro Tuminelli l'Acqua Minerale Sangemini;
- dal 1959 al 1965 con diversi altri attori la camiceria Vallesusa del Cotonificio Vallesusa;
- nel 1960, con Renée Longarini, Renzo Montagnani e Ugo Bologna, il tè Ati;
- nel 1962 e 1963 la camomilla Bonomelli;
- nel 1965 con Arnoldo Foà l'Asti Spumante Cinzano;
- nel 1975 con Flavio Bonacci i tovaglioli Scottex della Burgo Scott.